# Acianthera prolifera
Acianthera prolifera là một loài phong lan.

## Hình ảnh

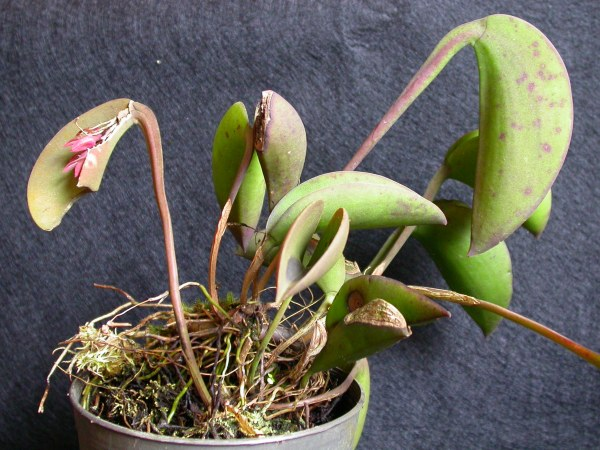
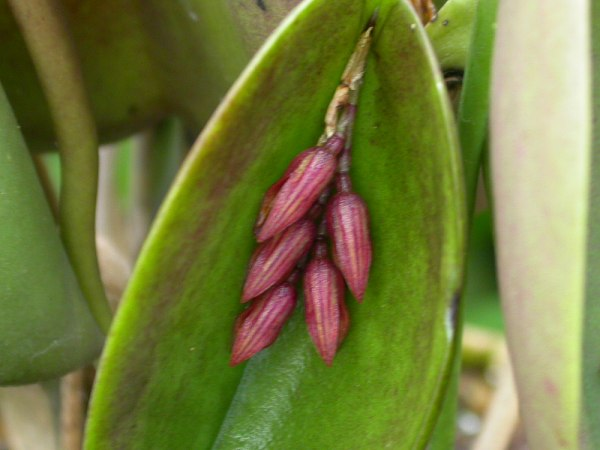
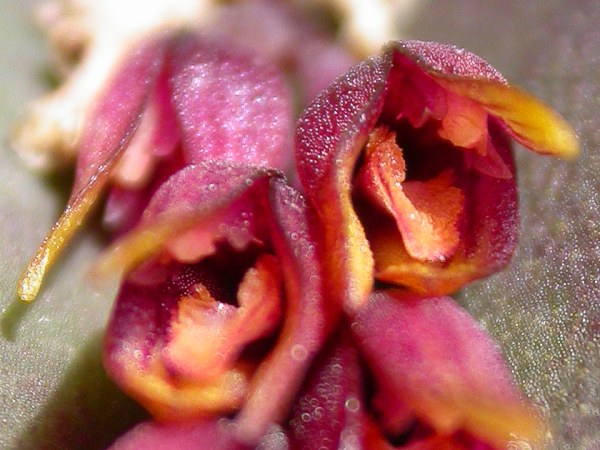
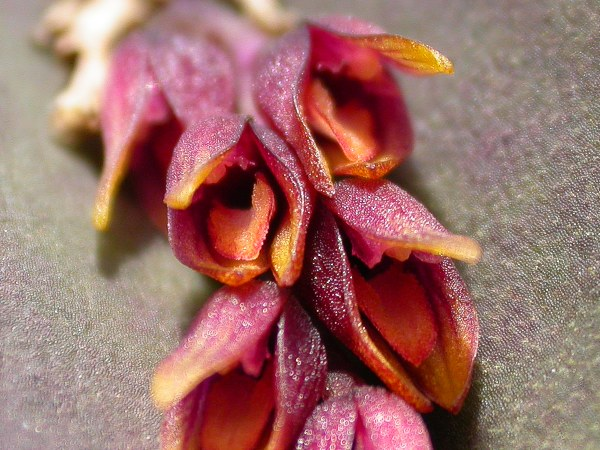